# Love Hunters

Love Hunters (Hounds of Love) est un film australien écrit et réalisé par Ben Young, sorti en 2016. Inspiré des crimes de David & Cathy Birnie (David and Catherine Birnie (en)).

## Synopsis
À Perth, au milieu des années 1980, des jeunes femmes disparaissent régulièrement, mais les habitants de la région ne soupçonnent pas que leur disparition est l'œuvre d'un couple de tueurs en série : John et Evelyn White. Ils ramassent des jeunes femmes dans la rue au hasard. Un jour, ils kidnappent Vicky Maloney, une adolescente rebelle de dix-sept ans. Alors que la police pense que l'adolescente s'est enfuie de son domicile, Vicky est maltraitée par le couple perturbé. Vicky se rend compte que la seule façon de survivre est de provoquer une crise dans le couple.

## Fiche technique
- Réalisation et scénario : Ben Young
- Productrice : Melissa Kelly
- Directeur de la photographie : Michael McDermott
- Musique : Dan Luscombe
- Décors : Clayton Jauncey, Louise Brady
- Costumes : Terri Lamera
- Montage : Marlin Eden
- Pays  Australie
- Langue : Anglais
- Genre : Thriller psychologique
- Durée : 108 minutes
- Classification :
  - France : Interdit aux moins de 16 ans lors de sa sortie en salles et à la télévision
- Date de sortie : 
  -  Australie : 1er juin 2017
  -  France : 12 juillet 2017

## Distribution
- Emma Booth : Evelyn White
- Ashleigh Cummings : Vicki Maloney
- Stephen Curry : John White
- Susie Porter : Maggie Maloney
- Damian De Montemas (en) : Trevor Maloney
- Harrison Gilbertson : Jason Farris
- Fletcher Humphrys (en) : Gary